# Carantomago
 (décembre 2015).
Si vous disposez d'ouvrages ou d'articles de référence ou si vous connaissez des sites web de qualité traitant du thème abordé ici, merci de compléter l'article en donnant les références utiles à sa vérifiabilité et en les liant à la section « Notes et références ».
Carantomago était une ancienne agglomération rutène à l'époque gallo-romaine aujourd'hui disparue. Elle était vraisemblablement située sur le territoire de l'actuelle commune de Compolibat, dans le département de l'Aveyron.

## Situation
La Table de Peutinger place Carantomagus, relais sur la voie romaine, à quinze lieues gauloises de Segodunum (Rodez), sur le chemin de Lugdunum (Lyon) à Burdigala (Bordeaux).

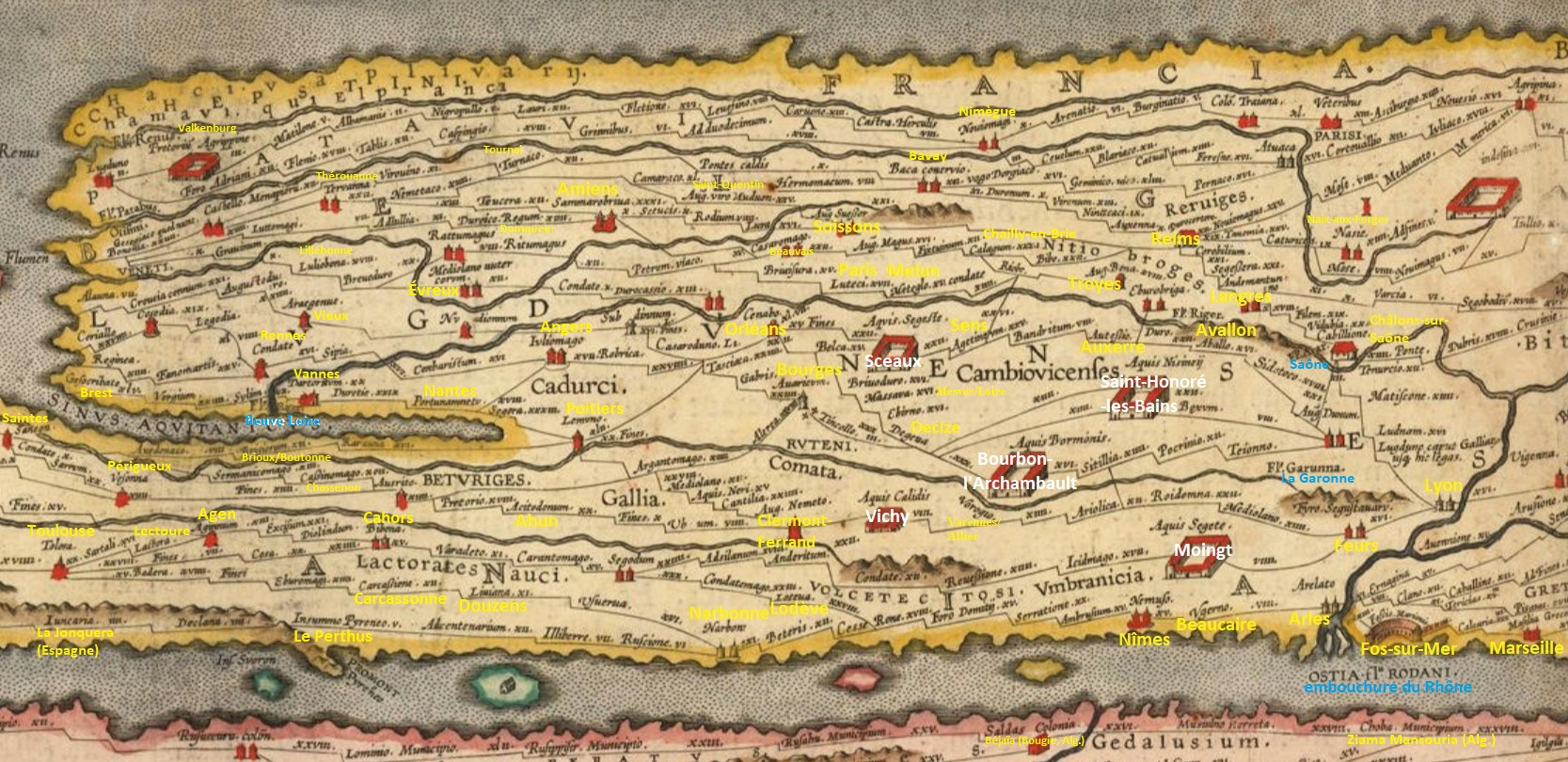
Table de Peutinger avec des toponymes actuels superposés. Carantomago est en bas à gauche de Clermont-Ferrand.

## Toponymie
Nom typiquement celtique, Carantos était un nom gaulois d'homme, synonyme de parent ou ami (caranto = cher / ami / aimé ; magos = plaine / champ / marché).
La Table de Peutinger, qui retrace les voies romaines, révèle l'existence de Carantomagus en territoire Rutène (Rouergue).

## Localisation
Carantomagus a donné Cranton, commune de Compolibat (Aveyron) ; Pisani (2007) la classe parmi les agglomérations qui ne prêtent pas à confusion. La ligne droite de Rodez à Cahors passe à 200 ou 300 mètres au sud du pré de Cranton dans le sous-sol duquel ont été trouvés des substructions et des vestiges gallo-romains.
D'autres hypothèses l'ont situé ailleurs ; Lanuéjouls, où des fouilles archéologiques ont permis de mettre au jour des vestiges gallo-romains, a été cité entre autres par le maire de Lanuéjouls des années 1880. Cadour, sur la commune de la Bastide-l'Évêque, est cité par le baron de Walckenaer (1839) et Dufour. Cependant déjà en 1916 la majorité des auteurs se penchant sur la question optent pour Cranton.
Gaujal circonscrit l'étendue de Carantomagus au terrain compris entre les hameaux de la Cout, la Bosse et Cranton, sur la hauteur qui sépare la vallée de l'Alzou et celle de l'Aveyron, à 500 m de l'ancien chemin de Rodez à Villefranche-de-Rouergue,.